# Friedrich von Mellenthin
Friedrich von Mellenthin (ur. 30 sierpnia 1904 we Wrocławiu, zm. 28 czerwca 1997 w Johannesburgu) – generał major Wehrmachtu podczas II wojny światowej. Uczestnik większości kampanii wojennych III Rzeszy, autor książki Panzerschlachten, po raz pierwszy opublikowanej w 1956 w Stanach Zjednoczonych.

## Życiorys
Urodził się we Wrocławiu. Jego ojciec, Paul Henning von Mellenthin (1866–1918), był podpułkownikiem artylerii. Jego matka, Orlinda von Waldenburg (1876–1980), pochodziła z Prus Królewskich. W 1924 Friedrich ukończył wrocławskie Realgymnasium. Został wtedy zwerbowany jako szeregowy do 7 Pułku Kawalerii Reichswehry. Przez kilka następnych lat zdobywał kwalifikacje na patent oficerski, a w 1928 został awansowany na porucznika (Reichswehra miała wtedy do dyspozycji tylko 4 tys. oficerów). W 1932 ożenił się z Ingeborg von Aulock (1913-?), córką emigranta ze Związku Południowej Afryki. Chociaż opisywał siebie jako zadowolonego z życia w pułku, jego przełożony przydzielił go do sporządzania raportów operacyjnych dla siedziby oddziału. Jakość tych raportów przyczyniła się do tego, że porucznik Mellenthin został przydzielony do Kriegsschule w 1935, gdzie po dwóch latach ukończył szkolenie dla oficerów sztabowych.

### Początek wojny w Europie
Od 1937 do grudnia 1939 służył jako trzeci oficer sztabowy w III Korpusie Armijnym Wehrmachtu. Uczestniczył w inwazji na Polskę, podczas której III Korpus Armijny zaatakował Polaków ze strony Pomorza i posuwał się wzdłuż Wisły w kierunku Warszawy, przecinając drogę ucieczki polskich sił z korytarza.
Od czerwca do sierpnia 1940 był pierwszym oficerem sztabowym 197 Dywizji Piechoty podczas kampanii francuskiej oraz przygotowań do Operacji Lew Morski. Od września 1940 do lutego 1941 był trzecim oficerem sztabowym 1 Armii, potem został skierowany do administracji w okupowanej północnej Francji. Po tej krótkiej przerwie, od marca do maja 1941 był trzecim oficerem sztabowym w 2 Armii podczas niemieckiej inwazji na Bałkany.

### Afryka
Następnie Friedrich von Mellenthin został wysłany do Afryki Północnej, gdzie od czerwca 1941 do września 1942 służył jako trzeci oficer sztabowy w sztabie generała armii Erwina Rommla w Afrika Korps (później przekształconej w Panzergruppe / Panzerarmee Afrika). Pozostawał na tym stanowisku w trakcie bitew o Tobruk, Gazalę, Bir Hakeim i El Alamein. Od lipca do września 1942 służył jako p/o operacyjnego oficera sztabowego u boku feldmarszałka Rommla. Stres wywołany działaniami wojennymi spowodował, że Friedrich von Mellenthin spędził wrzesień i październik 1942 w szpitalu wojskowym w Garmisch-Partenkirchen na dochodzeniu do zdrowia po wycieńczeniu wojną i leczeniu się z pełzakowicy.

### Front wschodni
Po wyleczeniu służył od listopada 1942 do maja 1944 jako szef Sztabu XXXXVIII Korpusu Pancernego na froncie wschodnim przeciwko ZSRR, uczestnicząc w bitwach o Stalingrad, Kursk, Kijów oraz podczas bitew w zachodniej Ukrainie wiosną 1944, w tym w bitwie o Tarnopol. Jako szef sztabu dla XXXXVIII Korpusu Pancernego utrzymywał częsty kontakt z generałem Paulusem, dowiadując się o zgodności planów tegoż z rozkazem Hitlera aby utrzymać okrążone miasto wbrew atakującej Armii Czerwonej.
W lipcu 1944 jako szef sztabu XXXXVIII Korpusu Pancernego bezskutecznie próbował zapobiec okrążeniu Brodów na początku operacji lwowsko-sandomierskiej. Kiedy wybrani dowódcy zostali przeniesieni, generał von Mellenthin zastąpił generała Hermanna Balcka, który został mianowany dowódcą 4 Armii Pancernej w sierpniu 1944, w trakcie dalszych etapów walk w zachodniej Ukrainie i południowo-wschodniej Polsce. W tym czasie siły marszałka sowieckiego zmusiły do wycofania siły niemieckie za rzeką San, tworząc przyczółek, który odegrał pewną rolę w przygotowaniu do operacji wiślańsko-odrzańskiej stycznia 1945.

### Front zachodni
We wrześniu 1944 generał von Mellenthin został przeniesiony do wschodniej Francji wraz ze swym dowódcą, generałem armii Hermannem Balckiem, po tym jak ten ponownie dostał awans. Do listopada 1944 służył jako szef sztabu generalnego pod zwierzchnictwem Balcka, który dowodził wówczas Grupą Armii G. Uczestniczył w kampanii na froncie zachodnim, na odcinku między Luksemburgiem a Szwajcarią. Brał udział w bitwach pod Nancy, Metz, Arracourt i Vosges w rejonie Alzacji-Lotaryngii.
Został pozbawiony dowództwa wraz z kilkoma innymi niemieckimi oficerami na początku grudnia 1944, ze względu na dokonane bez pozwolenia przełożonych wycofanie sił niemieckich z wyznaczonego sektora, i przeniesiony do rezerwy oficerskiej Naczelnego Dowództwa Sił III Rzeszy. Szef sztabu armii niemieckiej, generał Heinz Guderian, otrzymał pozwolenie na przywrócenie von Mellenthina do służby w grudniu 1944. Ten od 28 grudnia 1944 do lutego 1945 był przydzielony do 9 Dywizji Pancernej podczas bitwy o Ardeny, kiedy dywizja walczyła na północ od Bastogne. Od marca do maja 1945 był szefem sztabu dla 5 Armii Pancernej generała Hassona von Manteuffela, która broniła zachodnich Niemiec przed siłami amerykańsko-brytyjskimi atakującymi Zagłębie Ruhry i Kolonię.
Podczas odwrotu na wschód został schwytany przez Brytyjczyków w Höxter nad Wezerą, 3 maja 1945.

### Po wojnie
Friedrich von Mellenthin spędził 2,5 roku w obozie jenieckim. Podczas pobytu przymusowego rozmawiał z wieloma jego kolegami o wydarzeniach wojny i robił notatki. Jako jeden z apolitycznych oficerów, deklarował swą niewiedzę o zbrodniczej działalności hitlerowców. Po wypuszczeniu wyemigrował wraz z rodziną do ZPA. W 1954 rozwiódł się z Ingeborg, z którą miał pięcioro dzieci, i ożenił się z Sybille Zeltmann (ur. 1925). W drugim małżeństwie miał dwoje dzieci.
W 1956 w Nowym Jorku został wydany pod nazwą Panzer Battles spis dokonany przez niego, oryginalnie zwany Panzerschlachten, w którym von Mellenthin opisał szczegółowo wszystkie kampanie, w których uczestniczył. Wydania tej książki znajdują się w bibliotekach akademii wojskowych w Sandhurst (Wielka Brytania), West Point (USA) i Frunze (Rosja).
W 1960 z okazji Roku Afryki Friedrich, będący już wtedy dyrektorem handlowym linii lotniczej South African Airways Trek w Johannesburgu, zwiększył swoją aktywność polityczną. Wysunął militarno-polityczną koncepcję stworzenia Organizacji Paktu Południowoafrykańskiego, zorganizowanej na wzór NATO. Członkami tej domniemanej organizacji, której celem byłoby zapewnienie stabilności w regionie i niedopuszczenie do dekolonizacji, miałyby być Związek Południowej Afryki (jako państwo założycielskie i najważniejsze), Afryka Południowo-Zachodnia, Rodezja oraz kolonie portugalskie w Mozambiku i Angoli, które nie podlegały ochronie NATO.
Zmarł w 1997 w Johannesburgu.

## Prace
Książka Panzerschlachten wydana została między innymi w następujących krajach:
- Panzer Battles: A Study of the Employment of Armor in the Second World War. Ballantine Books: Nowy Jork 1971. ISBN 0-345-24440-0
- Panzerschlachten. Eine Studie über den Einsatz von Panzerverbänden im 2. Weltkrieg. K. Vowinckel: Heidelberg 1963.
- Танковые сражения 1939-1945 гг. : Боевое применение танков во второй мировой войне. Wydawnictwo Literatury Wojskowej: Moskwa 1957.
- Bitwy Pancerne Wehrmachtu. Wydawnictwo Armagedon. Gdynia 2011.

Inne wydane publikacje:
- German Generals of World War II: As I Saw Them. University of Oklahoma Press: Norman 1977. ISBN 0-8061-1406-1
- (wraz z Russelem H. S. Stolfim i Erichem Sobikiem) NATO Under Attack. Duke University Press: Durham 1984. ISBN 0-8223-0582-8
- Schach dem Schicksal. Ein deutscher Generalstabsoffizier berichtet von seiner Herkunft, seinem Einsatz im 2. Weltkrieg und seinem beruflichen Neubeginn nach dem Kriege. (cykl Soldatenschicksale des 20. Jahrhunderts als Geschichtsquelle, t. 11). Biblio Verlag: Osnabrück 1988. ISBN 3-7648-1729-1